# Гладков, Алексей Иванович
Алексей Иванович Гладков (род. 24 ноября 1985) — российский самбист и дзюдоист, призёр чемпионатов России, чемпион Маккабиады 2013 года по дзюдо, победитель международных турниров. Мастер спорта России международного класса. Тренер. Выпускник Военного института физической культуры.

## Спортивные результаты
- Первенство России по дзюдо 2006 года среди молодёжи, свыше 100 кг — ;
- Первенство России по дзюдо 2006 года среди молодёжи, абсолютная категория — ;
- Первенство Европы по дзюдо 2006 года среди молодёжи, свыше 100 кг — ;
- Кубок России по дзюдо 2009 года — [2];
- Чемпионат России по дзюдо 2009 года — ;
- Чемпионат России по самбо 2011 года — ;
- Чемпионат России по дзюдо 2012 года — ;
- Кубок России по самбо 2018 года — .